# Teoria del complotto del Pizzagate
Il Pizzagate è una teoria del complotto, diffusasi a tal punto da diventare una leggenda metropolitana, nata durante le elezioni presidenziali statunitensi del 2016 a partire da intercettazioni illegali di messaggi di posta privati pubblicati dall'organizzazione di Julian Assange WikiLeaks, che settori del complottismo vicini alle posizioni di estrema destra spacciarono per prove dell'esistenza di traffico di esseri umani e abuso di minori. Tra i soggetti accusati dai teorici del complotto figura la pizzeria Comet Ping Pong di Washington.
I sostenitori della teoria del complotto "Pizzagate" sostennero che le e-mail contenessero messaggi in codice che collegavano alti funzionari del partito democratico americano; la teoria fu diffusa sulle piattaforme social media di 4chan, 8chan e Twitter da alcuni giornalisti di orientamento conservatore, membri dell'Alt-right, e persone che avevano sollecitato indagini su Bill Clinton e Hillary Clinton. Come reazione, il 5 dicembre del 2016 un uomo della Carolina del Nord si è recato al Comet Ping Pong per indagare sul presunto complotto e ha fatto fuoco con un fucile all'interno del ristorante. Il proprietario e il personale del ristorante hanno anche ricevuto minacce di morte dai complottisti.
La teoria ha avuto una rinascita nel 2020 ed è stata diffusa dai teorici del complotto di QAnon e da adolescenti su TikTok "che rientrano in modi diversi nel modello del teorico della cospirazione di destra". È espressamente diventata di natura meno politica, con un'enfasi lontana dai Clinton e incentrata su una presunta élite mondiale di pedofili e trafficanti di minori.

## Storia

### Gli attacchi informatici e la scoperta delle email
«(EN) David Goldberg [@MDavidGoldbergNY], Rumors stirring in the NYPD that Huma's emails point to a pedophila ring and @HillaryClinton is at the center. #GoHillary #PodestaEmails23 (Tweet), su X, 30 ottobre 2016.»
Nel marzo 2016, l'account e-mail personale di John Podesta, responsabile della campagna di Hillary Clinton, fu violato da un attacco di spear phishing. WikiLeaks pubblicò le e-mail di Podesta nel novembre 2016. Il 30 ottobre 2016, un account Twitter legato alla blogosfera del potere bianco e dell'Alt-right riferiva che il dipartimento di polizia di New York (NYPD) avesse scoperto una rete di pedofilia collegata ai membri del partito democratico americano, grazie alle prove emerse nelle email di Anthony Weiner. Tra l'ottobre e il novembre 2016, Wikileaks aveva pubblicato le e-mail di John Podesta, presidente della campagna elettorale alle presidenziali del 2016 di Hillary Clinton: diversi utenti complottisti affermarono di aver individuato tra quelle mail riferimenti in codice alla pedofilia e al traffico di esseri umani. In particolare, un riferimento a una cena elettorale al ristorante Comet Ping Pong di Washington, in cui si citava una pizza al formaggio (CP, per cheese pizza), fu letto come un rimando alla pedopornografa (child pornography), concludendo che il ristorante fosse in realtà un luogo di incontro per gli abusi rituali satanici.
La storia è stata successivamente pubblicata su siti web di fake news e sui social, a partire da Your News Wire, che citava un post su 4chan degli inizi di quell'anno. L'articolo è stato successivamente diffuso dai siti web pro-Trump, incluso SubjectPolitics.com, che ha aggiunto la tesi secondo la quale il NYPD avesse fatto irruzione nella proprietà di Hillary Clinton. Il Conservative Daily Post pubblicò un articolo in prima pagina affermando che il Federal Bureau of Investigation avesse confermato la teoria.

### La diffusione sui social media
Secondo la BBC, le accuse hanno iniziato a ricevere ampia diffusione su Internet nei giorni precedenti alle elezioni presidenziali statunitensi del 2016, dopo la pubblicazione da parte di un utente di Reddit di un documento "provante" il Pizzagate. Il post originale di Reddit, che fu rimosso successivamente tra il 4 e il 21 novembre, sosteneva il coinvolgimento del Comet Ping Pong di Washington.
La storia è stata ripresa da altri siti web di fake news come InfoWars, Planet Free Will, e The Vigilant Citizen, ed è stata promossa da attivisti di alt-right come Mike Cernovich, Brittany Pettibone e Jack Posobiec. Altri promotori sono: David Seaman, ex scrittore di TheStreet.com, il conduttore di CBS46 Ben Swann, il giocatore di basket Andrew Bogut, e il creatore di Minecraft Markus Persson. Il 30 dicembre, quando Bogut si è ripreso da un infortunio al ginocchio, i membri della community /r/The Donald su Reddit hanno promosso una falsa teoria secondo la quale il suo infortunio fosse collegato al suo sostegno verso il Pizzagate. Jonathan Albright, professore associato di Analisi dei media presso la Elon University, ha affermato che un numero sproporzionato di tweet sul Pizzagate proveniva dalla Repubblica Ceca, da Cipro e dal Vietnam e che alcuni dei retweeter più frequenti fossero bot.
I membri della comunità /r/The_Donald di Reddit hanno creato il subreddit /r/pizzagate per sviluppare ulteriormente la teoria del complotto. La sotto-comunità è stata bandita il 23 novembre 2016, per aver violato la politica anti-doxing di Reddit dopo la pubblicazione da parte degli utenti di dettagli personali delle persone collegate al presunto complotto. In seguito, Reddit ha rilasciato una dichiarazione affermando di non volere "cacce alle streghe sul nostro sito". Dopo il ban di Reddit, la discussione è stata spostata sulla sotto-comunità v/pizzagate di Voat, un sito web simile a Reddit.

### Diffusione globale e fusione con QAnon
Il Pizzagate è diventato un pilastro della teoria del complotto di estrema destra QAnon e si è gradualmente diffusa oltre gli Stati Uniti, con video e post sull'argomento pubblicati in Italia, Brasile, Turchia e altri paesi in tutto il mondo con milioni di visualizzazioni. Questa nuova versione della teoria sembra essere meno connotata politicamente; la maggior parte dei promotori (principalmente adolescenti) dell'hashtag #PizzaGate su TikTok non si dichiarano di destra, e sostengono il movimento Black Lives Matter. La nuova versione si focalizza su una presunta élite globale legata a un'organizzazione di abuso e traffico minorile, che coinvolge politici, potenti uomini d'affari e celebrità come Bill Gates, Ellen DeGeneres, Oprah Winfrey e Chrissy Teigen. Il brano Yummy del 2020 di Justin Bieber è stato discusso come possibile riferimento alla teoria del Pizzagate e ha riacceso il sostegno per la teoria.
La nuova versione ha preso piede quando lo youtuber venezuelano Dross Rotzank ha realizzato un video analizzando il video musicale di Bieber e i presunti riferimenti al Pizzagate. Il video di Rotzank ha ottenuto 3 milioni di visualizzazioni in due giorni e ha portato il "Pizzagate" a diventare argomento di tendenza di Twitter in lingua spagnola. Aderenti della teoria ritiengono anche che Bieber abbia voluto fornire un messaggio in codice, e lo avrebbe ammesso esplicitamente in un successivo live stream su Instagram, in cui avrebbe toccato il suo berretto dopo essere stato invitato a farlo se fosse stato vittima del Pizzagate in seguito a una domanda nella chat (tuttavia, non vi è alcuna indicazione che Bieber abbia notato questo commento in chat e abbia agito di conseguenza).
Nell'aprile 2020 è stato pubblicato su YouTube il video Out of Shadows, un documentario che promuove il Pizzagate, realizzato da un ex stuntman di Hollywood. Gli utenti di TikTok hanno iniziato a promuovere sia "Out of the Shadows" sia la presunta associazione di Bieber fino a quando il social network ha vietato l'hashtag #PizzaGate. Nel giugno 2020 il New York Times ha affermato che i post sulla piattaforma con l'hashtag #PizzaGate "sono stati visualizzati più di 82 milioni di volte negli ultimi mesi" e allo stesso tempo sono anche aumentate le ricerche relative al termine su Google. Inoltre "nella prima settimana di giugno, i commenti, i like e le condivisioni di #PizzaGate sono anche aumentati di oltre 800.000 su Facebook e quasi 600.000 su Instagram, secondo i dati di CrowdTangle... in confronto alle 512.000 interazioni su Facebook e 93.000 su Instagram durante la prima settimana di dicembre 2016. Dall'inizio del 2017 a gennaio 2020, il numero medio di menzioni, like e condivisioni settimanali di #PizzaGate su Facebook e Instagram è stato inferiore a 20.000, secondo le analisi di The Times".

## Gli attacchi a proprietari e dipendenti dei ristoranti

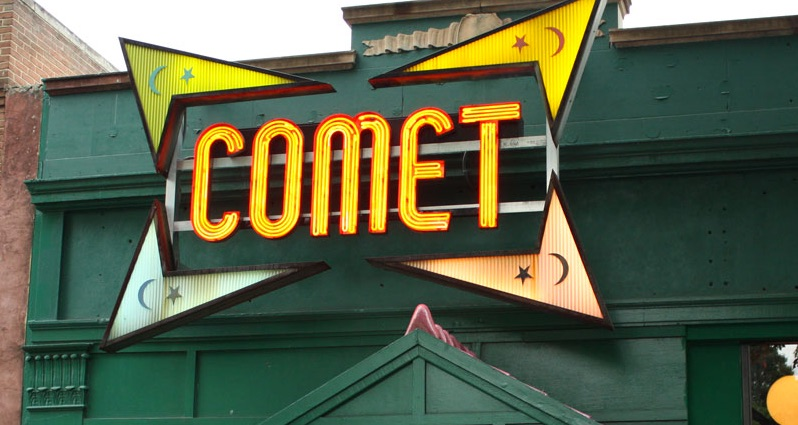
La pizzeria Comet Ping Pong è stata minacciata da centinaia di persone che hanno creduto nella teoria del complotto del Pizzagate.

Con il diffondersi del Pizzagate, il Comet Ping Pong ha ricevuto centinaia di minacce dai credenti della teoria. Il proprietario del ristorante, James Alefantis, ha riferito al New York Times: "Siamo costantemente presi di mira da questa folle e inventata teoria del complotto. Da giorni non faccio che fare le pulizie e proteggere il mio staff e i miei amici dall'essere terrorizzati."
Alcuni aderenti hanno identificato l'account Instagram di Alefantis e hanno indicato alcune delle foto pubblicate come prova della cospirazione. Molte delle immagini mostrate riguardavano amici e parenti che avevano messo like alla pagina Facebook del Comet Ping Pong. In alcuni casi, le immagini sono state prese da siti web non correlati e si presume fossero di proprietà di Alefantis. I proprietari e il personale del ristorante sono stati molestati e minacciati sui social media e il proprietario ha ricevuto minacce di morte. La pagina di Yelp del ristorante è stata bloccata dagli operatori del sito motivando che le recensioni non fossero legate a esperienze personali dei consumatori.

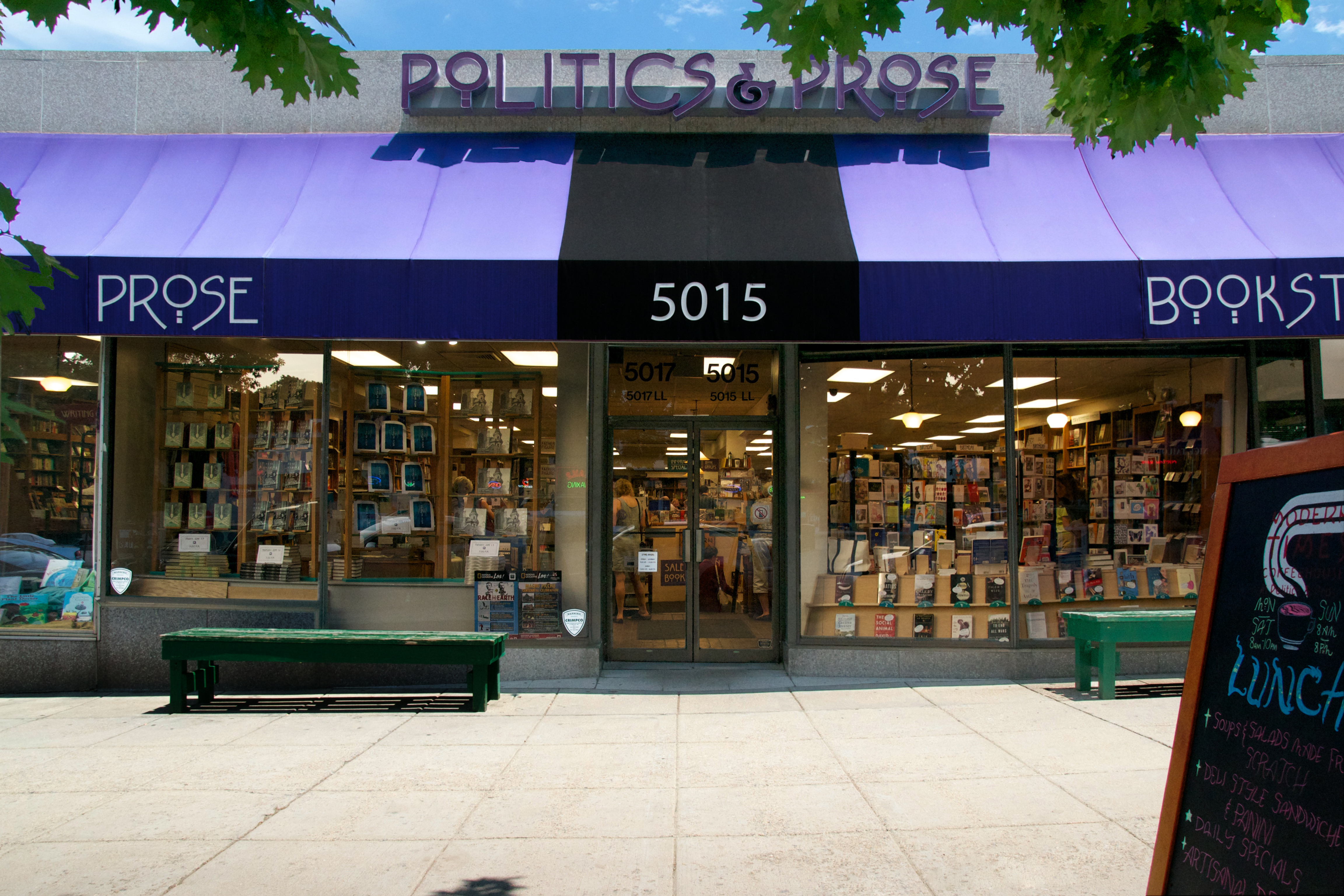
Politics and Prose era un'altra delle attività di Washington che fu oggetto di molestie a causa della teoria del complotto del Pizzagate.

Le molestie verso le attività commerciali legate al Pizzagate si sono estese oltre il Comet Ping Pong fino a includere altre attività nelle vicinanze, come il Besta Pizza, a tre porte di distanza dal Comet; la caffetteria Little Red Fox; la libreria Politics and Prose; e il bistrot francese Terasol. Queste aziende hanno ricevuto un elevato numero di chiamate telefoniche intimidatorie e minacciose, comprese minacce di morte, e hanno anche subito molestie online. I comproprietari del Little Red Fox e del Terasol hanno sporto denunce alla polizia.
Anche il ristorante di Brooklyn Roberta's è stato coinvolto in una bufala, ricevendo telefonate intimidatorie, inclusa una telefonata di una persona non identificata che diceva a un dipendente che "stava per essere torturato e fatto morire dissanguato". Il ristorante è stato coinvolto in seguito alla pubblicazione su YouTube di un video, poi rimosso, che utilizzava le immagini dei loro account social per indurre la gente a pensare che facessero parte della finta organizzazione pedofila. Altri utenti hanno poi diffuso le accuse sui social media, sostenendo che la famiglia Clinton amasse il Roberta's.
L'East Side Pies, ad Austin, ha trovato uno dei suoi camion delle consegne vandalizzato con un epiteto ed è stato oggetto di molestie online legate al suo presunto coinvolgimento col Pizzagate, nonché a presunti collegamenti con la CIA e gli Illuminati.

### Le minacce alle band musicali
Anche diversi gruppi musicali che si erano esibite nella pizzeria hanno subito molestie. Ad esempio, Amanda Kleinman degli Heavy Breathing ha cancellato il suo account Twitter dopo aver ricevuto commenti negativi che collegavano lei e la sua band alla teoria del complotto. Un'altra band, i Sex Stains, aveva bloccato i commenti dei propri video su YouTube. L'artista Arrington de Dionyso, che aveva dipinto un murale nella pizzeria diversi anni prima, ha descritto in dettaglio la campagna di molestie contro di lui e ha parlato degli attacchi in generale: "Penso che sia una presa di mira davvero deliberata, che finirà con un attacco coordinato verso tutte le forme di libera espressione ".

### L'assalto al Comet
Il 4 dicembre 2016 Edgar Maddison Welch, un 28enne di Salisbury, è entrato al Comet Ping Pong e ha sparato tre colpi con un fucile d'assalto modello AR-15 che hanno colpito le pareti del ristorante, una scrivania e una porta. In seguito, Welch ha confessato alla polizia di aver pianificato di "indagare autonomamente" sulla teoria del complotto. Welch si considerava il potenziale eroe della storia – un soccorritore di bambini. Welch si è arreso dopo che la polizia ha circondato il ristorante ed è stato arrestato senza ulteriori incidenti. Non ci sono stati feriti.
Welch ha riferito alla polizia di aver letto online che il ristorante Comet ospitava schiavi sessuali minorenni e che voleva scoprire di persona se fossero lì. In un'intervista al New York Times, Welch in seguito ha dichiarato di essersi rammaricato per come avesse gestito la situazione, ma non ha disconosciuto la teoria del complotto e ha negato fosse una "fake news". Alcuni teorici della cospirazione hanno ipotizzato che la sparatoria fosse un caso di false flag.
Il 13 dicembre 2016, Welch è stato accusato di "trasporto interstatale di arma da fuoco con l'intenzione di commettere un reato" (un crimine federale negli Stati Uniti). Secondo i documenti del tribunale, Welch tentò di reclutare alcuni amici tre giorni prima dell'attacco esortandoli a guardare un video di YouTube sul Pizzagate. Successivamente è stato accusato di due ulteriori reati, con la giuria che ha rinviato un atto d'accusa accusandolo di aggressione con un'arma pericolosa e possesso di un'arma da fuoco durante la commissione di reato.
Il 24 marzo 2017, a seguito di patteggiamento, Welch si è dichiarato colpevole per l'accusa federale di trasporto interstatale di armi da fuoco e l'accusa di assalto al locale con un'arma pericolosa. Welch ha anche accettato di pagare 5.744,33 dollari per i danni al ristorante. Il giudice distrettuale americano Ketanji Brown Jackson ha condannato Welch a quattro anni di carcere il 22 giugno 2017; all'udienza di condanna, Welch si è scusato per la sua condotta e ha affermato di essere stato "sciocco e sconsiderato".
Il 12 gennaio 2017 Yusif Lee Jones, un uomo di 52 anni di Shreveport, si è dichiarato colpevole presso il tribunale distrettuale della Louisiana per aver fatto una telefonata minacciosa al Besta Pizza, un'altra pizzeria sullo stesso isolato del Comet Ping Pong, tre giorni dopo l'attacco di Welch. Ha riferito di aver minacciato il Besta di voler "salvare i bambini" e di "finire ciò che l'altro ragazzo non aveva fatto".
Il 25 gennaio 2019 il Comet Ping Pong ha subito un incendio doloso scaturito da una delle sue stanze sul retro. I dipendenti hanno rapidamente estinto l'incendio e non ci sono stati feriti.

## Dichiarazioni ed interviste

### Personaggi coinvolti
In un'intervista con la NPR del 27 novembre 2016, il proprietario del Comet Ping Pong James Alefantis ha definito la teoria "una storia follemente complicata, inventata, basata sulla menzogna" e un "attacco politico coordinato". L'editorialista del Seattle Times Daniel Ruth ha scritto che le affermazioni dei teorici del complotto sono "accuse false e pericolose volte a danneggiare" e che sono state "ripetutamente smentite, confutate e rigettate".
L'8 dicembre 2016, Hillary Clinton ha replicato alla teoria del complotto, citando i pericoli dei siti web di fake news: "L'epidemia di fake news tendenziose e la falsa propaganda che hanno inondato i social media nell'ultimo anno ha dimostrato chiaramente oggi che le cosiddette fake news possono avere conseguenze nel mondo reale".

### La posizione dell'opinione pubblica
Un sondaggio condotto dal Public Policy Polling dal 6 al 7 dicembre 2016 ha chiesto a 1.224 elettori registrati negli Stati Uniti se pensavano che Hillary Clinton fosse "collegata ad un'organizzazione di abusi sessuali infantili che si stesse consumando una pizzeria di Washington". Il nove percento degli intervistati ha dichiarato di credere che fosse connessa, il 72% ha dichiarato di no e il 19% non era sicuro.
Un sondaggio condotto tra il 17 e 20 dicembre dall'Economist/YouGov ha chiesto agli elettori se ritenessero che "Le e-mail trapelate dalla campagna di Clinton parlavano di pedofilia e traffico di esseri umani - il 'Pizzagate'." I risultati hanno mostrato che il 17% degli elettori di Clinton ha risposto "vero" mentre l'82% ha risposto "non vero"; e il 46% degli elettori di Trump ha risposto "vero" mentre il 53% ha risposto "non vero".

### Alex Jones eInfoWars
Dopo la sparatoria del Comet Ping Pong, Alex Jones tornò sui suoi passi rispetto all'idea che la pizzeria di Washington fosse il centro della cospirazione. Il 4 dicembre, InfoWars ha caricato un video di YouTube che collegava il Pizzagate alla morte di un'attivista per i diritti dei lavoratori del sesso il 13 novembre. Il video affermava erroneamente che aveva indagato su un collegamento tra la Clinton Foundation e il traffico di esseri umani ad Haiti. Si ipotizzava che fosse stata assassinata in relazione alle sue indagini. Secondo l'ex datore di lavoro, la famiglia e gli amici dell'attivista, la sua morte era in realtà un suicidio e non stava indagando sulla Clinton Foundation. Dal 14 dicembre, Infowars aveva rimosso due dei suoi tre video relativi a Pizzagate.
Nel febbraio 2017, gli avvocati di Alefantis hanno inviato a Jones una lettera chiedendo scuse e ritrattazioni. Secondo la legge del Texas, a Jones è stato concesso un mese per conformarsi o essere soggetto a una denuncia per diffamazione. Nel marzo 2017, Alex Jones si è scusato con Alefantis per aver promulgato la teoria della cospirazione, dicendo: "Per quanto ne sappia oggi, né Mr. Alefantis, né il suo ristorante Comet Ping Pong, sono stati coinvolti in nessun traffico di esseri umani come parte delle teorie sul Pizzagate che sono state scritte su molti media e di cui abbiamo commentato".

### Michael Flynn e Michael Flynn Jr.
Nel novembre 2016, Michael Flynn, allora membro del team di transizione della presidenza di Donald Trump e designato da Trump come consigliere per la sicurezza nazionale, ha pubblicato su Twitter numerosi tweet contenenti materiale cospirativo su Hillary Clinton. Sostenevano che il responsabile della campagna di Clinton, John Podesta, avesse bevuto sangue e fluidi corporei di altri umani durante dei rituali satanici, che secondo il Politico "presto si è trasformato nella teoria della cospirazione" #pizzagate "coinvolgendo il Comet Ping Pong". Il 2 novembre 2016, Flynn ha twittato un collegamento ad una storia con accuse infondate e ha scritto: "Giudicate voi - il fischietto del NYPD soffia sulle recenti e-mail di Hillary: riciclaggio di denaro, crimini sessuali contro bambini, ecc. DOVETE LEGGERE!" Il tweet è stato condiviso da oltre 9.000 persone, ma è stato eliminato dall'account di Flynn tra il 12 e il 13 dicembre 2016.
Dopo l'incidente della sparatoria al Comet Ping Pong, Michael Flynn Jr., il figlio di Michael T. Flynn e anche un membro della squadra di transizione di Trump, hanno twittato: "Fino a quando il #Pizzagate verrà additato come falso, rimarrà una storia. La sinistra sembra dimenticare #PodestaEmails e molte coincidenze collegate ad esso." Il 6 dicembre 2016, Flynn Jr. fu costretto a lasciare la squadra di transizione di Trump. Il portavoce Jason Miller non ha identificato il motivo del suo licenziamento, tuttavia, il New York Times ha riferito che altri funzionari avevano confermato che fosse correlato al tweet.

## Debunking
La teoria della cospirazione è stata ampiamente screditata e smontata Numerose organizzazioni giornalistiche hanno ridimensionato la teoria del complotto, tra cui il New York Observer, il Washington Post, l'Independent di Londra, l'Huffington Post, il Washington Times, il Los Angeles Times, Fox News, la CNN,. In Italia è stata analizzata e smontata da diversi siti. La rivista Formiche l'ha definita "un travolgente turbinio di stupidaggini". La rivista Il Tascabile ha ricostruito il filo conduttore che lega il Pizzagate alla campagna elettorale di Donald Trump ("Dopo una campagna elettorale così lunga e violenta, tra i candidati meno apprezzati e più polarizzanti della storia, una bufala così rumorosa non ha fatto fatica a fare presa in parte della popolazione, nonostante la sua assurdità") e alla vicenda Gamergate, considerata il banco di prova della capacità dell'alt-right di imbastire casi mediatici su Internet.
Gran parte delle presunte prove citate dai sostenitori della teoria erano state prese da fonti completamente diverse e fatte apparire a supporto del complotto. Immagini di bambini della famiglia e degli amici dello staff della pizzeria sono state prese da social media come Instagram e spacciate come foto delle vittime.
Il 10 dicembre 2016, il New York Times ha pubblicato un articolo che analizzava le affermazioni della teoria, sottolineando che:
- I sostenitori del Pizzagate hanno collegato il complotto al Comet Ping Pong per via di somiglianze tra loghi aziendali e simboli legati al satanismo e alla pedofilia. Tuttavia, il Times ha notato che sono state trovate somiglianze anche nei loghi di un certo numero di società non collegate, come AOL, Time Warner e MSN.[3]
- I sostenitori del Pizzagate avrebbero segnalato l'esistenza di una rete di tunnel sotterranei sotto il Comet Ping Pong; tuttavia il ristorante non ha un seminterrato, e la foto usata a sostegno di questa affermazione è stata scattata in un'altra struttura.[3]
- I sostenitori del Pizzagate hanno affermato di avere una foto del proprietario del ristorante Alefantis con una maglietta a favore della pedofilia. Tuttavia, l'immagine era di un'altra persona e la maglietta, che recitava "J' ❤ L'Enfant", era in realtà un riferimento al Cafe-Bar L'Enfant di Washington, il cui proprietario era raffigurato nell'immagine, e che prende il nome da Pierre Charles L'Enfant, il progettista di gran parte dell'architettura di Washington.[3]
- I sostenitori del Pizzagate hanno affermato che John Podesta e Tony Podesta sarebbero i responsabili della sparizione di Madeleine McCann portando come prova gli identikit della polizia che erano, in realtà, due identikit dello stesso sospettato realizzati attraverso le descrizioni di due testimoni oculari.[3]

Non si è fatta avanti nessuna presunta vittima e non è stata trovata nessuna prova fisica.

## Le vicende collegate
Alcuni sostenitori del Pizzagate, tra cui David Seaman e Michael G. Flynn (figlio dell'ex segretario per la sicurezza nazionale Michael Flynn), hanno trasformato la teoria in una più ampia cospirazione governativa chiamata "Pedogate". Secondo questa teoria, una "cabala satanica di élite" del Nuovo Ordine Mondiale gestirebbe reti internazionali di traffico sessuale di minori.
In Turchia, le accuse sono state riportate da giornali filo-governativi (cioè quelli che sostengono il presidente Recep Tayyip Erdoğan), come Sabah, A Haber, Yeni Şafak, Akşam e Star. La storia è apparsa sul sito web turco Ekşi Sözlük e sul network di notizie virali HaberSelf, dove chiunque può pubblicare contenuti. Questi forum hanno ripubblicato immagini e accuse direttamente dal subreddit da allora cancellato, ristampate per intero dalla stampa controllata dal governo. Efe Sozeri, editorialista di The Daily Dot, ha suggerito che fonti del governo turco stavano spingendo questa storia per distrarre l'attrazione da uno scandalo di abusi sui minori nel marzo 2016.
L'FBI ha esaminato le minacce relative al Pizzagate nel marzo 2017 nell'ambito di un'indagine su possibili interferenze russe nelle elezioni degli Stati Uniti del 2016.